# The Train Wreckers
The Train Wreckers er en amerikansk stumfilm fra 1905 af Edwin S. Porter.

## Medvirkende
- Broncho Billy Anderson
- Margaret Illington